# Saint-Étienne-du-Vigan

Saint-Étienne-du-Vigan este o comună în departamentul Haute-Loire, Franța. În 2009 avea o populație de 113 de locuitori.